# ميخائيل كيربي
ميخائيل كيربي هو متزلج فني وممثل كندي، ولد في 20 فبراير 1925، وتوفي في 25 مايو 2002 في الولايات المتحدة.

## وصلات خارجية
- ميخائيل كيربي على موقع IMDb (الإنجليزية)
- ميخائيل كيربي على موقع قاعدة بيانات الفيلم (الإنجليزية)